# قرار مجلس الأمن التابع للأمم المتحدة رقم 2788
قرار مجلس الأمن التابع للأمم المتحدة رقم 2788 هو قرار صدر بالإجماع عن مجلس الأمن في 22 يوليو 2025، وتناول تعزيز آليات التسوية السلمية للنزاعات الدولية. اعتمد القرار بموافقة جميع الأعضاء الخمسة عشر في المجلس، في إطار الجهود الرامية إلى دعم تنفيذ أحكام الفصل السادس من ميثاق الأمم المتحدة، الذي ينظم الوسائل السلمية لتسوية المنازعات.

## نص القرار
نص القرار على تشجيع الدول الأعضاء على الاستفادة الكاملة من الوسائل السلمية المنصوص عليها في المادة 33 من الميثاق، والتي تشمل التفاوض، والتحقيق، والوساطة، والتوفيق، والتحكيم، واللجوء إلى القضاء، إضافة إلى التعاون مع الوكالات والتنظيمات الإقليمية أو أي وسائل سلمية أخرى يختارونها. كما أكد استعداد مجلس الأمن لاستخدام الصلاحيات المخولة له في المادة 34 للتحقيق في أي نزاعات أو حالات قد تشكل تهديدًا للسلم والأمن الدوليين.
دعا القرار أيضًا إلى تعزيز دور الأمين العام للأمم المتحدة في الوساطة والدبلوماسية الوقائية، وحث جميع الدول الأعضاء على التعاون معه في هذا المجال. كما شجع على زيادة مشاركة المنظمات الإقليمية ودون الإقليمية في الجهود السلمية، وتعزيز التنسيق بينها وبين الأمم المتحدة.